# КГБ (група)
Вижте пояснителната страница за други значения на КГБ.
„КГБ“ е пънк група от София, България. Абревиатурата КГБ (същата като на известния Комитет за държавна сигурност на СССР) всъщност означава „Кольо Гилън Бенд“.
Групата съществува от 1991 г. Тогава нейният основател Кольо Гилъна е все още фронтмен на „Контрол“. През 1998 година се сформира състав, който започва сериозна студийна работа.
В анкета на БГ Радио песента „Безделник“ на „КГБ“ е избрана за 440-а най-велика българска песен за всички времена Архив на оригинала от 2007-09-29 в Wayback Machine.. Музикантите залагат на пародийния рок, за чиито създатели в България могат да бъдат обявени именно Кольо Гилъна и „Контрол“.

## Състав
Бендът на Кольо Гилън понастоящем е в състав:
- Владимир Георгиев (Владо Попа) – барабани („Контрол“);
- Алекси Пейков (Льошко) – бас китара („Холера“, „Тутакси“, „Термус“);
- Николай Иванов Добрев (Мъни) – китара („Холера“, „Тутакси“, „Термус“);
- Горан Георгиев – саксофон („Уикеда“);
- Живко Иванов – тромбон („Мистър Уайт“);
- Владо – тромпет.

## Swing Time
Албумът Swing Time, издаден през 2008 г. от „Старс Рекърдс“, прави изненадващо представяне. Оказва се приятна изненада неочакваната промяна на очаквания пънк-рок стил, със сравнително непопулярното в страната суинг звучене. В албума са съчетани брилянтни аранжименти и уникални текстове. Той включва хитове като: „Безделник“, „Белият шлифер“, „Всичко коз“ и „Розов кадилак“. Сред гост музикантите, участвали в проекта, са имена като: Александра Раева, Милена Славова и Звездомир Керемидчиев. Текстовете са дело на Ивайло Вълчев, който пише за „КГБ“ в най-силния им период.
Съдържание:
1. Розов кадилак
2. Нощна пеперуда
3. Белият шлифер
4. Гангстерска история
5. Гепи и бягай
6. Моя милост, себе си и мен
7. Сух режим
8. Всичко коз
9. Пак ми е добре
10. Би Боби (на Боби Бончев)
11. Безделник
12. Пънк ревю
13. Три сестри (не по Чехов)